# Альфа Юнайтед
«Альфа Юнайтед» — гайанский футбольный клуб из столицы страны, города Джорджтаун, в настоящий момент выступает в Суперлиге Гайаны, сильнейшем дивизионе страны. Домашние матчи в Лиге чемпионов КОНКАКАФ клуб проводит на главной арене страны «Провиденс Стэдиум», вмещающей 15 000 зрителей. «Альфа Юнайтед» является лидером гайанского футбола последних лет, за последние три сезона клуб дважды побеждал в чемпионате Гайаны и однажды стал вторым. Клуб дважды представлял Гайану в Клубном чемпионате Карибского футбольного союза, в 2011 году клуб впервые в истории гайанского футбола занял третье место в этом турнире, этот успех позволил клубу принять участие в Лиге чемпионов КОНКАКАФ сезона 2011/12, но в ней он выбыл уже в предварительном раунде уступив Коста-Риканскому клубу «Эредиано», с общим счётом по сумме двух матчей 2:10.

## Достижения
- Чемпионат Гайаны по футболу:
  - Чемпион (5): 2009, 2010, 2012, 2012/13, 2013/14
- Кубок Гайаны по футболу:
  - Чемпион (2): 2007/08, 2013
- Клубный чемпионат Карибского футбольного союза:
  - Третье место (1): 2011.

## Участие в международных турнирах
- Клубный чемпионат Карибского футбольного союза: 3 раза

2009: Первый раунд
2010: Второй раунд
2011: Третье место
- Лига чемпионов КОНКАКАФ: 1 раз

2011-12: Предварительный раунд